# Kallima paralekta
Kallima paralekta är en fjärilsart som beskrevs av Thomas Horsfield 1829. Kallima paralekta ingår i släktet Kallima och familjen praktfjärilar. Inga underarter finns listade i Catalogue of Life.

## Bildgalleri

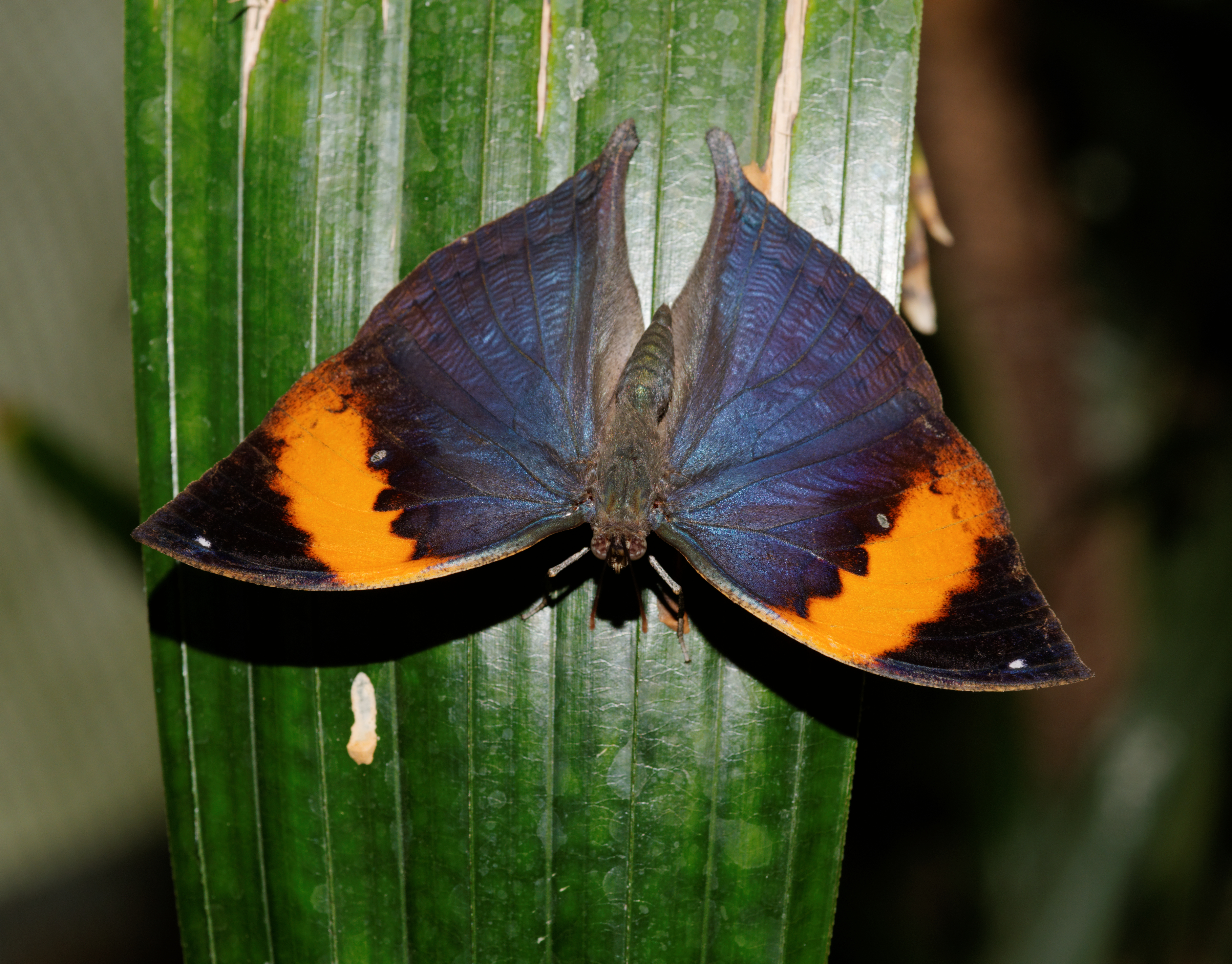
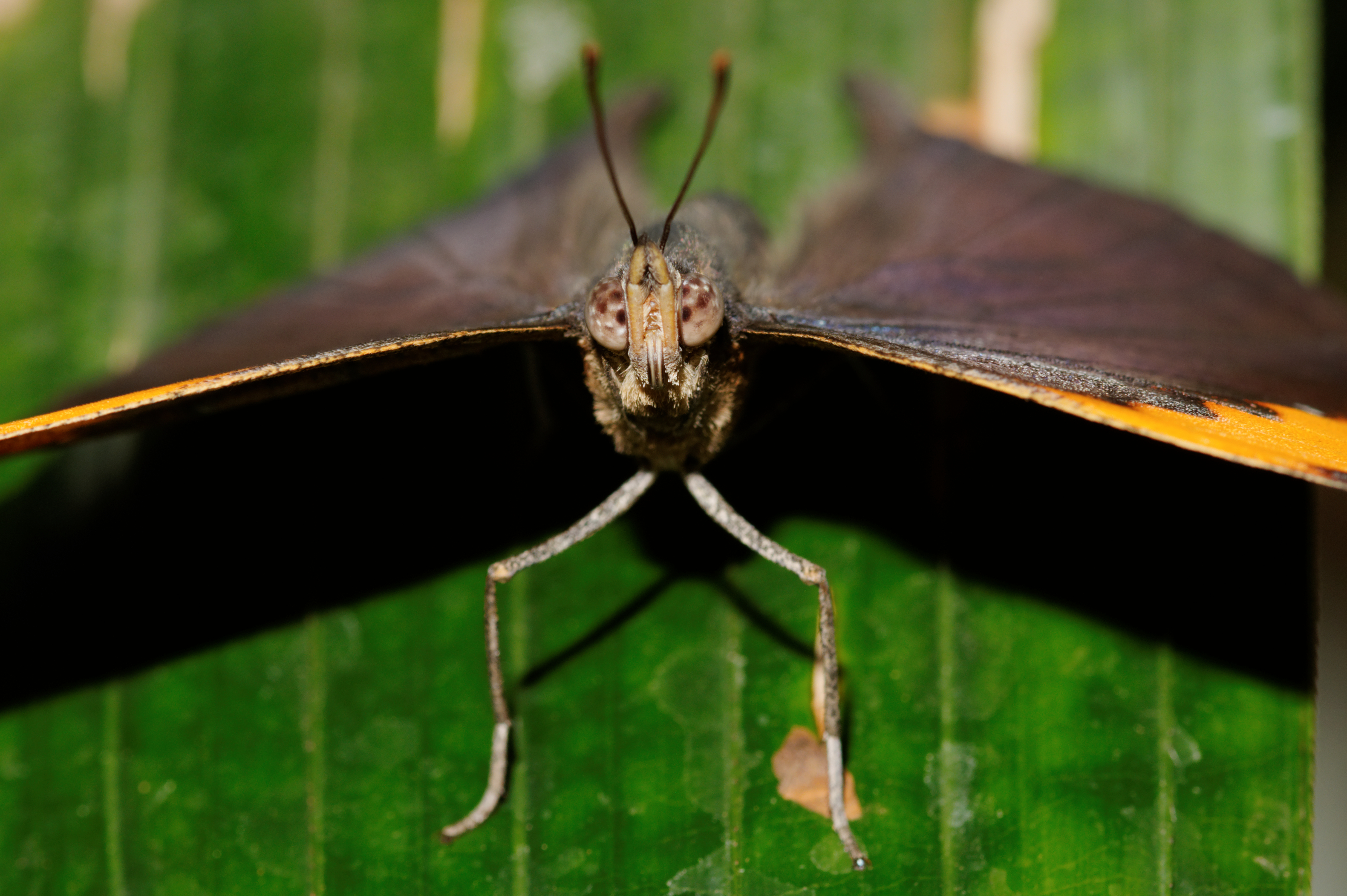
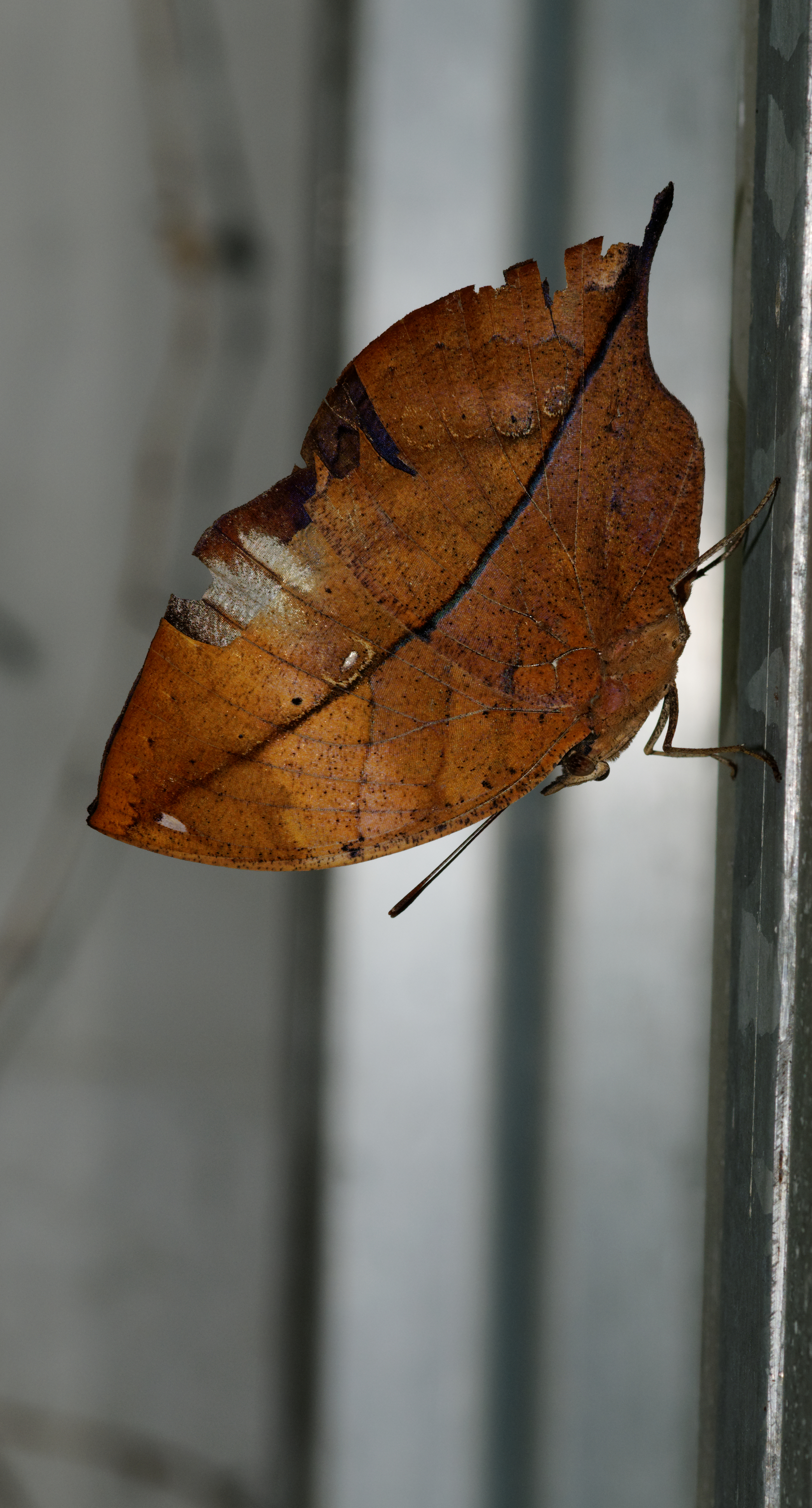
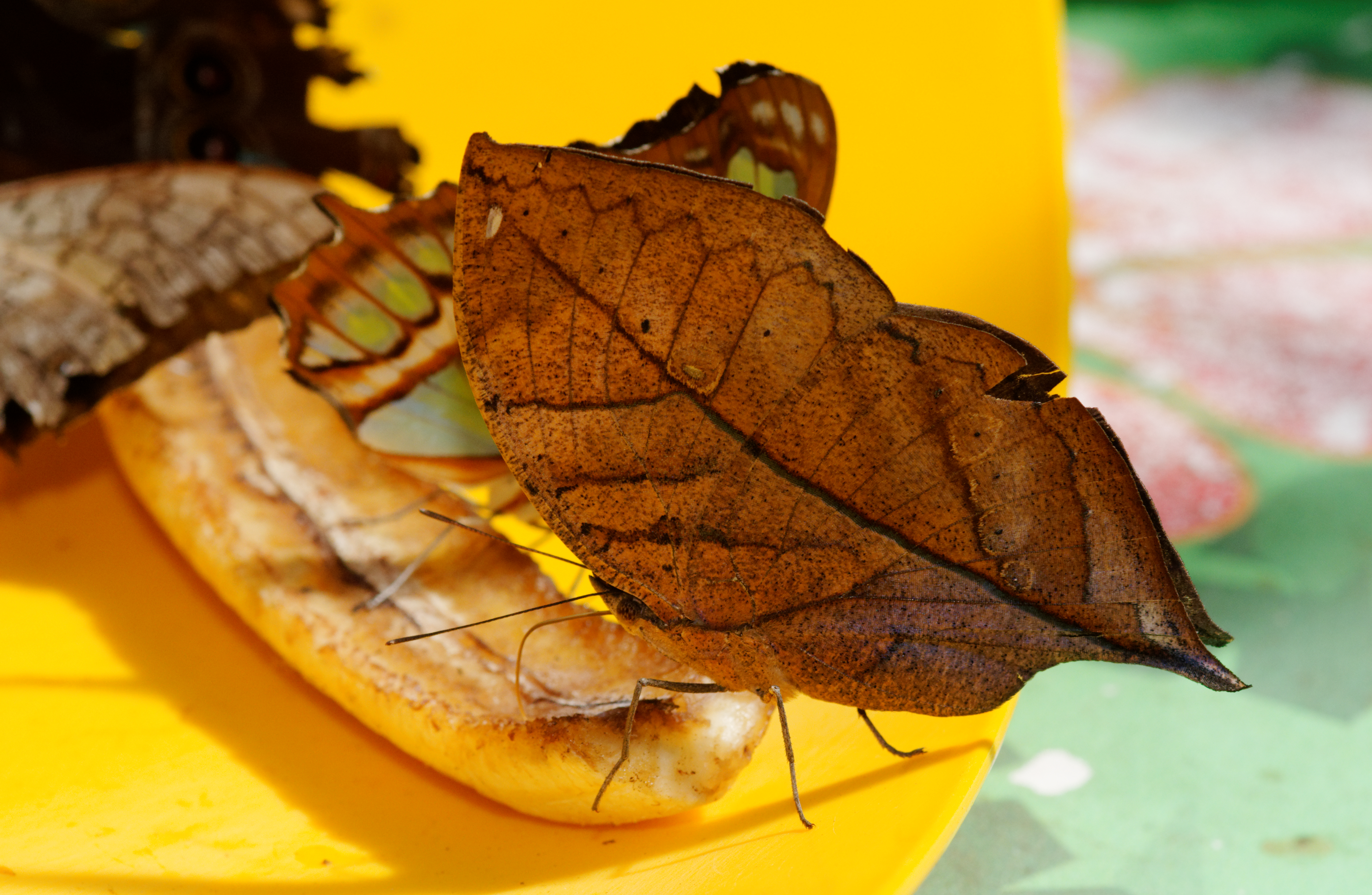
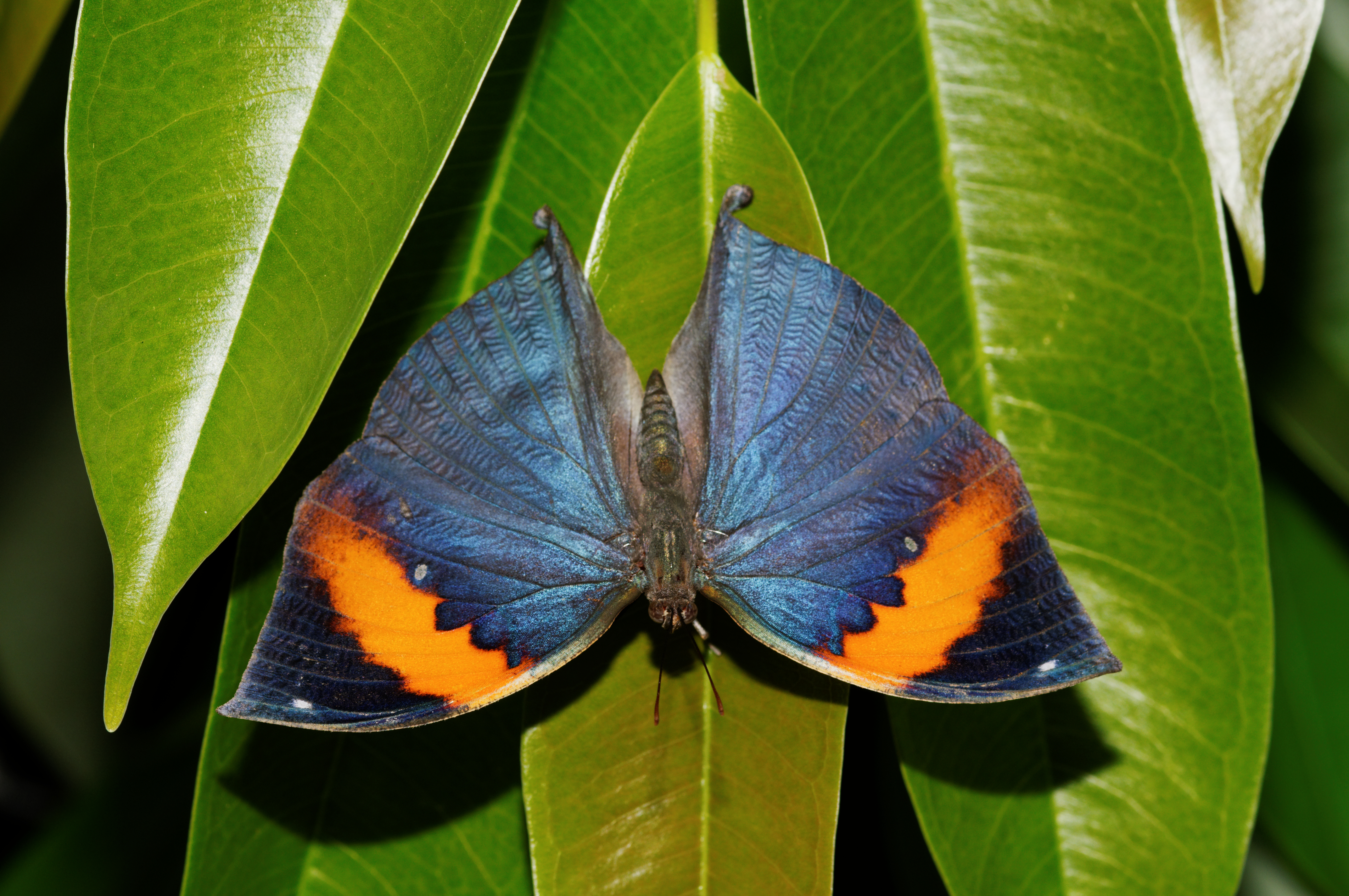
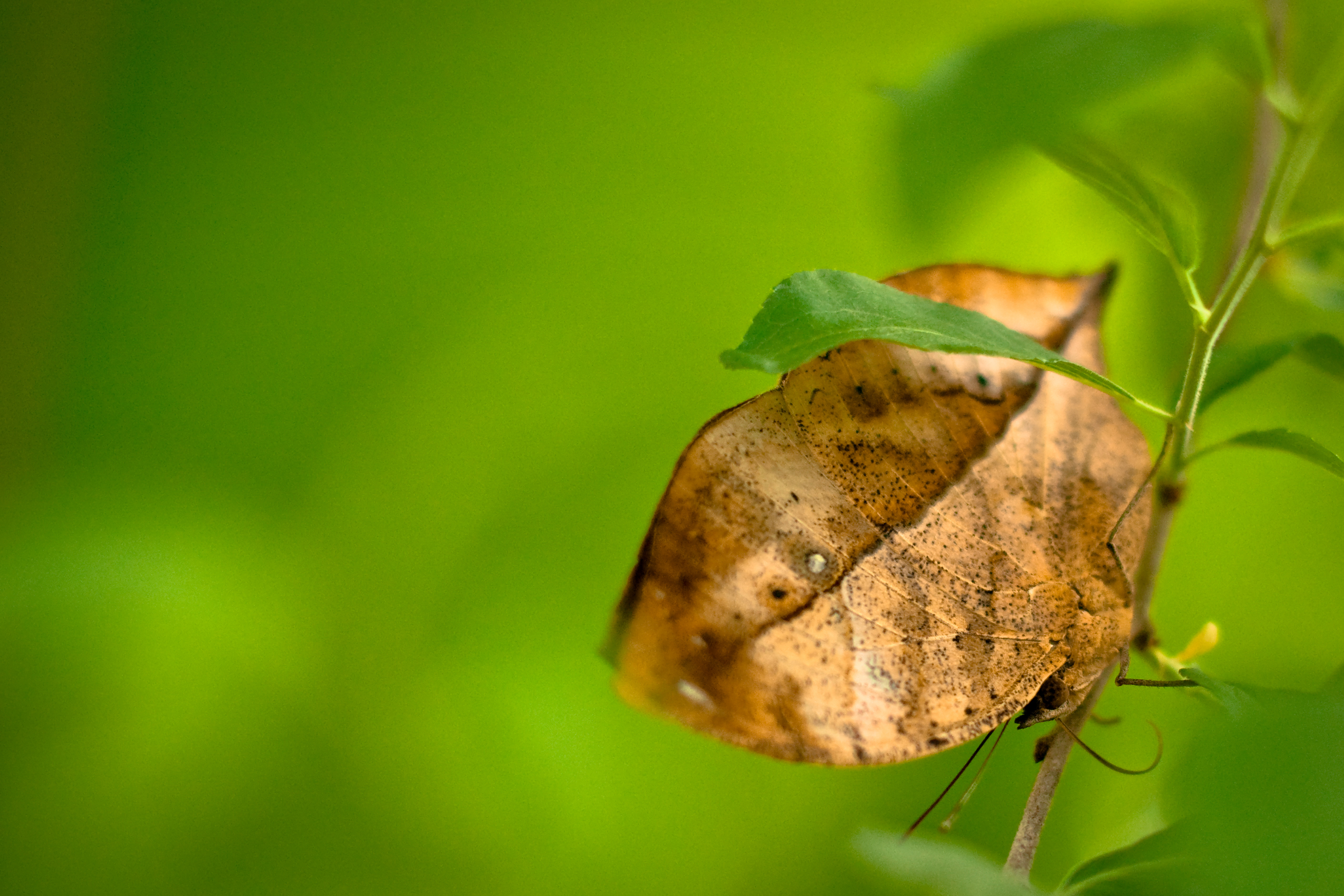